# Avenue Ferdinand-Buisson
L'avenue Ferdinand-Buisson est une voie du 16e arrondissement de Paris, en France.

## Situation et accès
L'avenue Ferdinand-Buisson est une voie publique située dans le 16e arrondissement de Paris, qui débute au carrefour de l'avenue Georges-Lafont et de l'avenue Pierre-Grenier, dans le prolongement de l'avenue du Stade-de-Coubertin. Remontant vers le nord, elle laisse la rue Marcel-Dassault sur sa gauche, traverse le carrefour de l'avenue Édouard-Vaillant à Boulogne-Billancourt et de la voie éponyme à Paris. Elle forme ensuite le point de départ de la rue du Chemin-Vert et de la rue Gallieni, côté ouest. Elle se termine avenue de la Porte-de-Saint-Cloud.
L'avenue Ferdinand-Buisson est située à l'extérieur du boulevard périphérique, duquel elle est séparée par le jardin de la Porte de Saint-Cloud.
Seuls l'assiette de la rue fait partie de la commune de Paris, les bâtiments qui y sont érigés font partie de Boulogne-Billancourt.

## Origine du nom

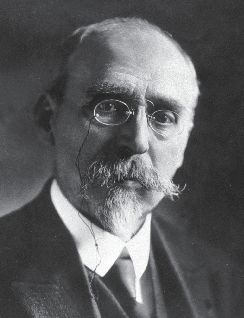
Ferdinand Buisson.

Elle doit son nom à Ferdinand Buisson (1841-1932), homme politique français.

## Historique
La rue est créée et prend sa dénomination actuelle en 1933 sur l'ancien territoire de Boulogne-Billancourt annexé à Paris par décret du 3 avril 1925.

## Bâtiments remarquables et lieux de mémoire
- Jardin de la Porte-de-Saint-Cloud et square Roger-Coquoin
- No 17 : le 31 mars 1982, le diplomate israélien Yacov Barsimantov, dont c'est le domicile, y est assassiné dans le hall[1].